# 24 Erzincanspor
24 Erzincanspor, niet te verwarren met het opgeheven Erzincanspor, is een voetbalclub opgericht in 1984 in Erzincan, de hoofdstad van de gelijknamige provincie Erzincan, Turkije. De clubkleuren zijn rood en zwart. De thuisbasis is het 13 Şubat Şehir Stadion. Het biedt plaats aan 6.000 toeschouwers.

## Geschiedenis

### Ontstaansgeschiedenis

Erzincan ligt in Oost-Anatolië.

De club werd opgericht als Refahiyespor in 1984 te Refahiye. Vanaf het seizoen 2011-12, waarin de club deelnam in de Bölgesel Amatör Lig, heette de club Erzincan Refahiyespor. Door dat seizoen kampioen te worden van Group I promoveerden de rood-zwarten naar de TFF 3. Lig. Door een sponsorovereenkomst ging de club vanaf het seizoen 2015-16 verder onder de naam Anagold 24 Erzincanspor.

### Gespeelde divisies
- TFF 2. Lig: 2020–
- TFF 3. Lig: 2012–2020
- Bölgesel Amatör Lig: 2011–2012
- Amateurs: 1984–2011

## Bekende (ex-)spelers
- Kerem Aktürkoğlu
- Hayrullah Mert Akyüz
- Muhammed Demirci

Witte Groep: 1461 Trabzon FK · 24 Erzincanspor · Adana 01 FK · Altay · Afyonspor · Altınordu · Ankaraspor · Batman Petrolspor · Beykoz Anadoluspor · Fethiyespor · İnegölspor· İskenderunspor · Isparta 32 Spor · Karaköprü Belediyespor · Kastamonuspor 1966 · Kepezspor · Kırklarelispor · Sarıyer

Rode Groep:  68 Aksarayspor · Ankara Demirspor· Arnavutköy Belediyespor · Belediye Derincespor· Beyoğlu Yeni Çarşı · Bucaspor 1928· Diyarbekirspor · Elazığspor · Erbaaspor · Giresunspor · Karacabey Belediyespor· Karaman FK · Menemen FK · Nazillispor · Serik Belediyespor · Somaspor · Vanspor FK · Yeni Mersin İdmanyurdu